# Alba (empresa)
Alba pertenece a  ALBA Group, activa en el ser de la recogida de residuos y el reciclaje.
A partir del 1 de enero de 2011ALBA AG forma totalmente parte en la recién fundada ALBA Group plc & Co KG. A partir de entonces es ALBA Group una sociedad. En este nuevo Holding, con sede en Berlín, junto a cuatro del consejo de administración de la antigua ALBA AG se encuentran todas las principales áreas de administración estratégica.

## Productos y Servicios

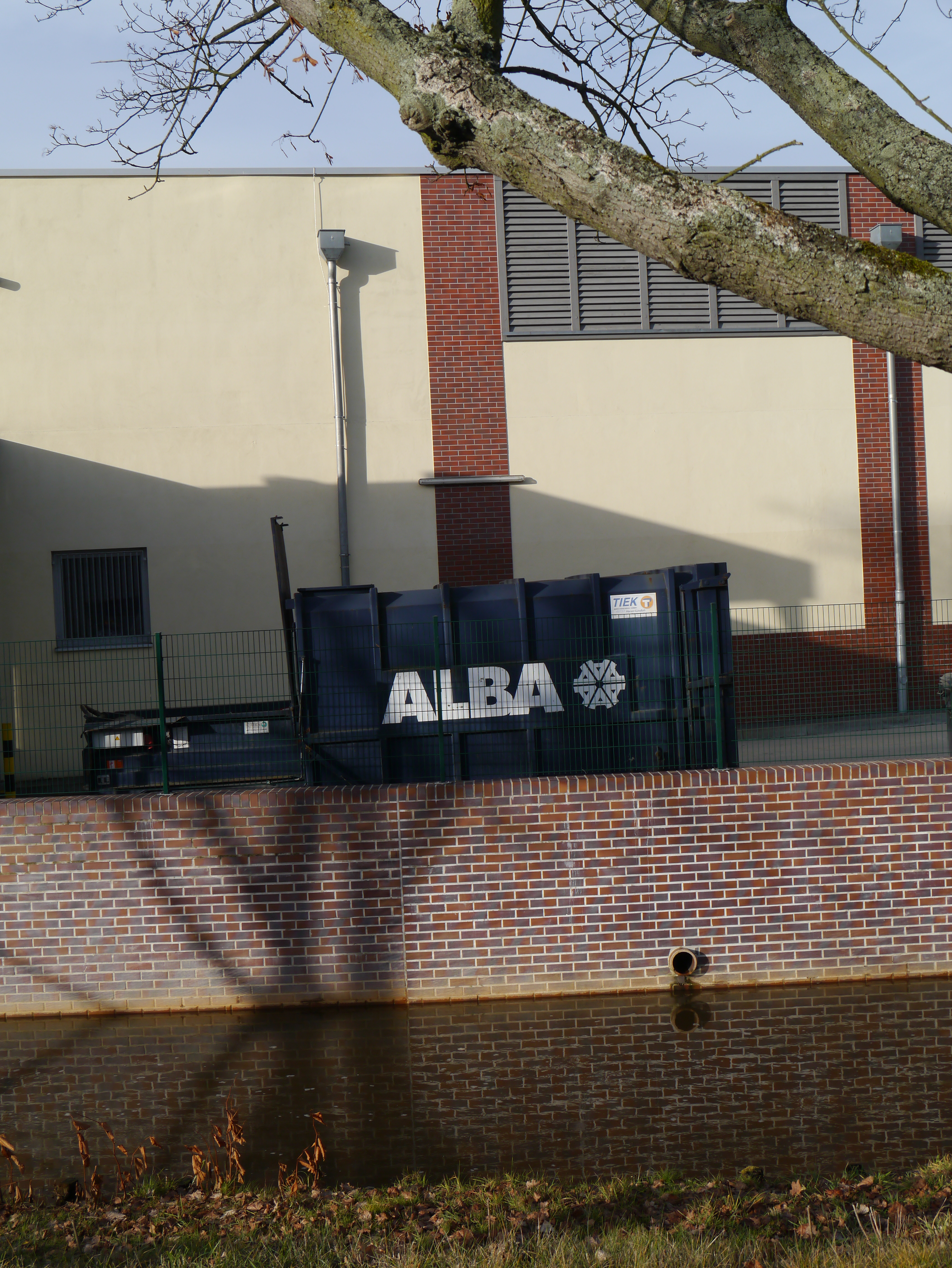
Contenedor prensa de ALBA

### Ingeniería de sistemas

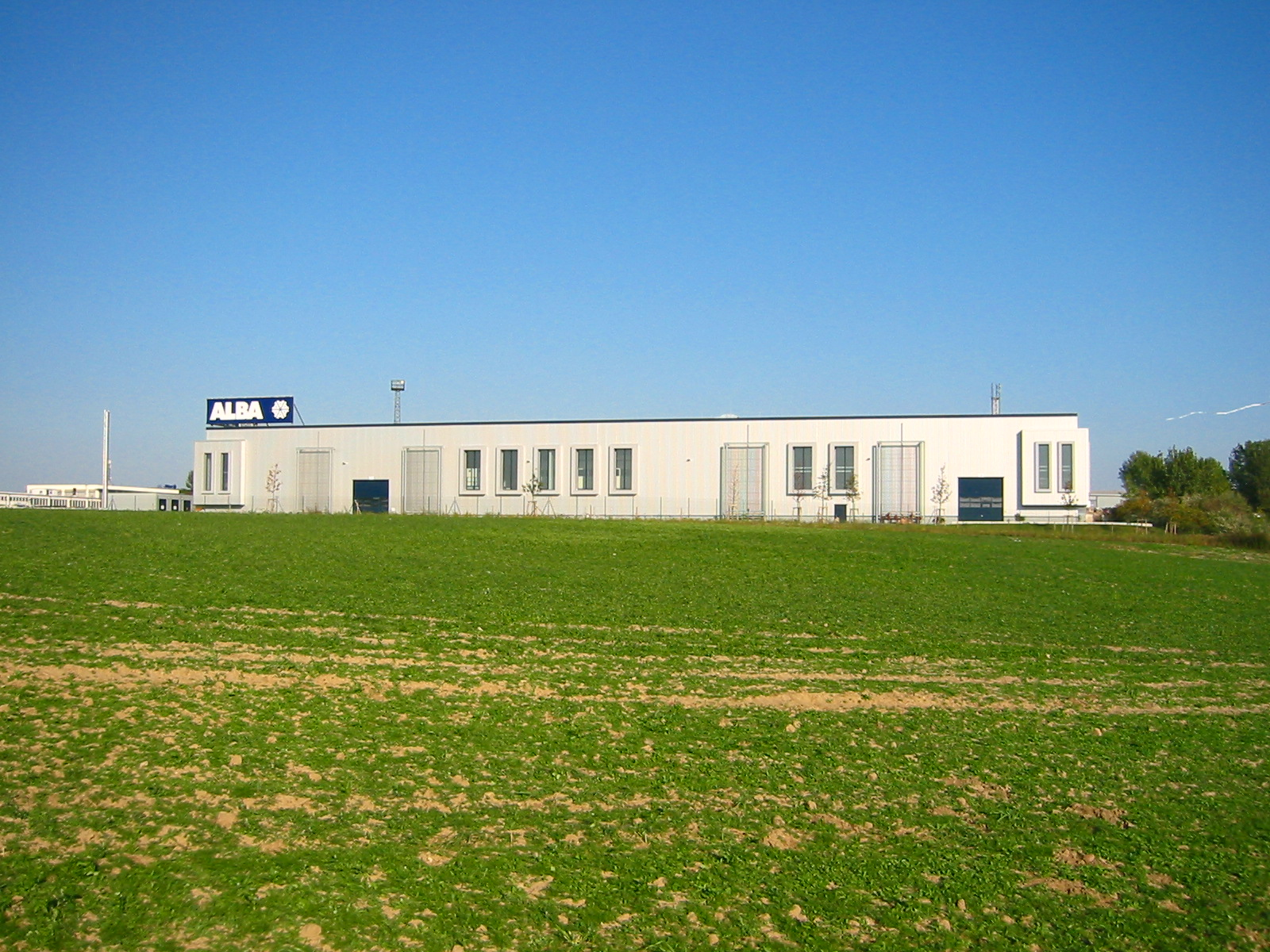
Planta de reciclaje de ALBA en Berlín-Mahlsdorf

ALBA Recycling GmbH opera desde julio de 2008 en Walldürn (Neckar-Odenwald-Kreis), un sistema de separación de embalajes ligeros y otros tipos de componenetes. Alba cuenta con instalaciones similares en Leipzig, Berlin Hellersdorf y Braunschweig-Watenbüttel.
Aproximadamente un 90 por ciento de los residuos son separados por tipo y ordenados en varias fracciones, como por ejemplo, diferentes tipos de plásticos. ALBA invirtió 20,5 Millones de euros y creó 70 puestos de trabajo. La capacidad de procesamiento es de 160.000 toneladas/año.

## Donanción a partidos
ALBA AG & Co KG donó en el Año 1994, un importe de 12.526,60 € a la CDU.